# Умовно-дострокове звільнення
Умо́вно-достроко́ве звίльнення від покара́ння, УДЗ — припинення виконання кримінального покарання, пов'язане з досягненням його мети, до відбуття призначеного засудженому строку покарання, з встановленням для особи, що звільнюється, випробувального терміну, протягом якого вона має довести факт свого виправлення. Порушення умов випробувального терміну веде до відновлення виконання призначеного покарання.